# Heterotis (planta)
Heterotis es un género  de plantas fanerógamas pertenecientes a la familia Melastomataceae. Comprende quince especies descritas y de estas, solo seis aceptadas. Se distribuye por la región tropical y sur de África. Algunas especies se cultivan como plantas de ornato en tierras bajas de los trópicos alrededor del mundo.

## Descripción
Son hierbas perennes rastreras, subarbustos o árboles pequeños. Láminas foliares 3-5-nervias. Flores (4)5-meras, en cimas simples, terminales, o solitarias. Hipanto variadamente peloso, con lobos intercalicinos o sin estos; lobos del cáliz lanceolados a subulados, persistentes. Pétalos 5, obovados. Estambres (8-)10, marcadamente dimorfos; anteras lineares con poros ventralmente inclinados, los conectivos de las anteras grandes prolongados y modificados ventribasalmente formando un apéndice 2-lobado, los conectivos de las anteras pequeñas muy poco desarrollados y cortamente apendiculados ventribasalmente. Ovario 5-locular, libre del hipanto a lo largo del 1/2 distal pero adnato a la base a la pared interna del hipanto por medio de 8-10 septos, convexo o truncado en el ápice. Fruto en cápsula; semillas cocleadas, la testa lisa, acanalada, foveolada o verrucosa. 

## Taxonomía
El género fue descrito por George Bentham y publicado en Niger Flora 347–348. 1849.

## Especies aceptadas
A continuación se brinda un listado de las especies del género Heterotis aceptadas hasta febrero de 2013, ordenadas alfabéticamente. Para cada una se indica el nombre binomial seguido del autor, abreviado según las convenciones y usos:
- Heterotis buettneriana (Cogn. ex Büttner) Jacq.-Fél.
- Heterotis canescens (E. Mey. ex Graham) Jacq.-Fél.
- Heterotis decumbens Jacq.-Fél.
- Heterotis rotundifolia (Sm.) Jacq.-Fél.
- Heterotis rupicola Jacque
- Heterotis sylvestris (Jacq.-Fél.) Jacq.-Fél.